# Altbüron
Altbüron is een gemeente en plaats in het Zwitserse kanton Luzern en maakte deel uit van het district Willisau tot op 1 januari 2008 de districten van Luzern werden afgeschaft.

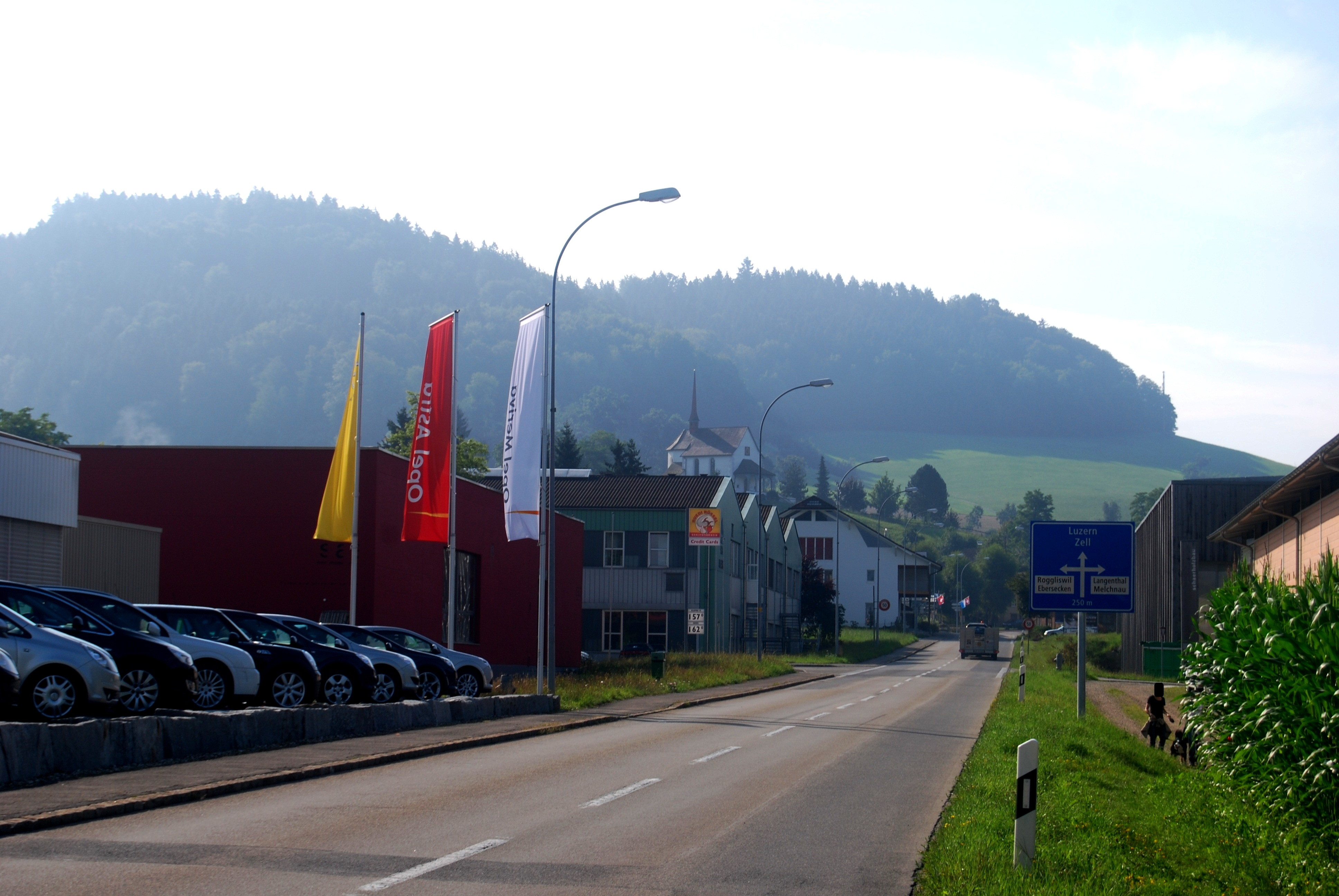
Altbüron

Altbüron telt 905 inwoners.

## Geboren
- Stefan Wolf (1971), Zwitsers voetballer